# گورستان فدک ۱
گورستان فدک ۱ مربوط به دوره اشکانی - دوره ساسانی است و در شهرستان دره‌شهر، بخش بدره، دهستان هندمینی، روستای فدک واقع شده است. این اثر در تاریخ ۳۰ دی ۱۳۸۵ با شمارهٔ ثبت ۱۶۹۳۲ به عنوان یکی از آثار ملی ایران به ثبت رسیده است.